# Apologeticum Fidei
Conosciuto anche come Primo Apologetico di Giuliano di Toledo, viene tuttavia chiamato Apologeticum Fidei da Felice di Toledo. È un’opera perduta della quale tuttavia si ha una buona conoscenza soprattutto grazie alle reazioni che suscitò a Roma e nella Spagna visigota. Nella prima metà del XX secolo Zacarías García Villada pensò di averne trovato un frammento nel manoscritto Ripoll 49, ma, trattandosi di un passo esiguo, ad oggi non se ne può essere certi.

## La storia dell'opera
Il testo era un documento ufficiale, spedito da Giuliano a papa Benedetto II tra 683 e 684, nato da un’importante esigenza: durante il Concilio ecumenico di Costantinopoli del 680, che condannava il monotelismo come eresia, non aveva partecipato nessun vescovo o delegato ispano-visigoto, motivo per cui, per rendere ecumenici gli atti del concilio, era necessaria anche la firma e l’approvazione dei vescovi spagnoli. L’allora papa Leone II (morto nel 683) inviò immediatamente ai vescovi spagnoli una parte del testo degli atti con l’ordine di convocare un concilio di tutti i vescovi della Spagna per discuterli e approvarli. Così, verso la fine del 683 giunge la delegazione papale con almeno quattro lettere: una indirizzata a tutti i vescovi spagnoli, una a Quirico, nel frattempo venuto a mancare e sostituito da Giuliano, una al re Ervigio e un'altra al Conte Simplicio, rappresentante della nobiltà.
Era dal 638 che non giungevano in Spagna messi papali e pertanto Giuliano accolse con molto entusiasmo la delegazione, pronto ad assecondarne gli ordini. Tuttavia, Giuliano era ben consapevole dell’impossibilità di convocare i vescovi ispanici: essi infatti avevano da poco lasciato Toledo, dove si era appena concluso il XIII Concilio, ed era di fatto impossibile convocarli nuovamente tenendo conto delle fatiche del viaggio e del fatto che in quell’anno la Penisola Iberica fu colpita da un inverno piuttosto rigido. Pertanto, nel 684 Giuliano e il re Ervigio decisero di convocare a Toledo un concilio, il XIV, che radunasse i vescovi suffraganei della provincia ecclesiastica di Toledo e dei rappresentanti delle altre 5 sedi ecclesiastiche metropolitane di Spagna cosicché avrebbero firmato gli atti del concilio toletano e ne avrebbero portati gli atti ciascuno nella propria sede episcopale, dove si sarebbero a loro volta riuniti ulteriori sinodi locali per analizzare il testo redatto dal XIV Concilio di Toledo. Così facendo è come se si fosse riunito a Toledo un concilio nazionale della Chiesa visigota e l’editto, una volta ratificato, sarebbe stato esteso a tutta la Spagna e inviato al pontefice, che nel frattempo era divenuto Benedetto II, a causa della morte di Leone II.
Le problematiche sorsero proprio con il nuovo papa: egli infatti, appena salito al soglio pontificio, reclamò a Roma il capo della delegazione papale inviata da Leone II in Spagna, ossia il Notarius regionarius Pietro. Poiché Giuliano non aveva ancora avuto tempo materiale per riunire il concilio diede a Pietro uno scritto cristologico che avrebbe presentato nel XIV concilio toletano, il Primo Apologetico. Tuttavia, in seguito, mentre Giuliano presiedeva quest’ultimo approvando gli atti conciliari di papa Leone II, a Roma, Benedetto II criticava il testo mandatogli da Giuliano. Ignaro delle critiche del pontefice, però, Giuliano nel Concilio di Toledo aveva presentato una sintesi di quanto aveva scritto nell’Apologeticum, ricevendo lodi e approvazione.
Sicuramente, quindi, gli atti del Concilio costantinopolitano furono approvati in toto dai vescovi spagnoli; tuttavia, l’ordine della vicenda del Primo Apologetico è risultato spesso confusionaria agli studiosi: secondo Murphy, nell’autunno del 684, prima dell’inizio del XIV Concilio di Toledo, Giuliano mandò a Roma con il Notarius dei documenti tra cui l’Apologeticum; nel marzo del 685 papa Benedetto II ricevette questi testi e ne criticò soprattutto l’innovativo linguaggio cristologico di Giuliano chiedendogli di valorizzare il testo con maggiori citazioni patristiche. Il messaggio giunse a Giuliano solo agli inizi del 686.
Nonostante non sia giunto fino ad oggi, si capisce come l’Apologeticum sia una testimonianza importante dell’importanza di una chiesa come quella visigota che, seppure nata da poco, capitanata dal suo uomo di cultura più importante, sapeva porsi intellettualmente in una dialettica fine con Roma.

## Edizioni
- Sancti Iuliani Toletanae sedis episcopi opera Pars.1 (Corpus Christianorum Series Latina, CXV) , ed. J.N. Hillgarth, Turnhout, 1976.